# 百合若大臣

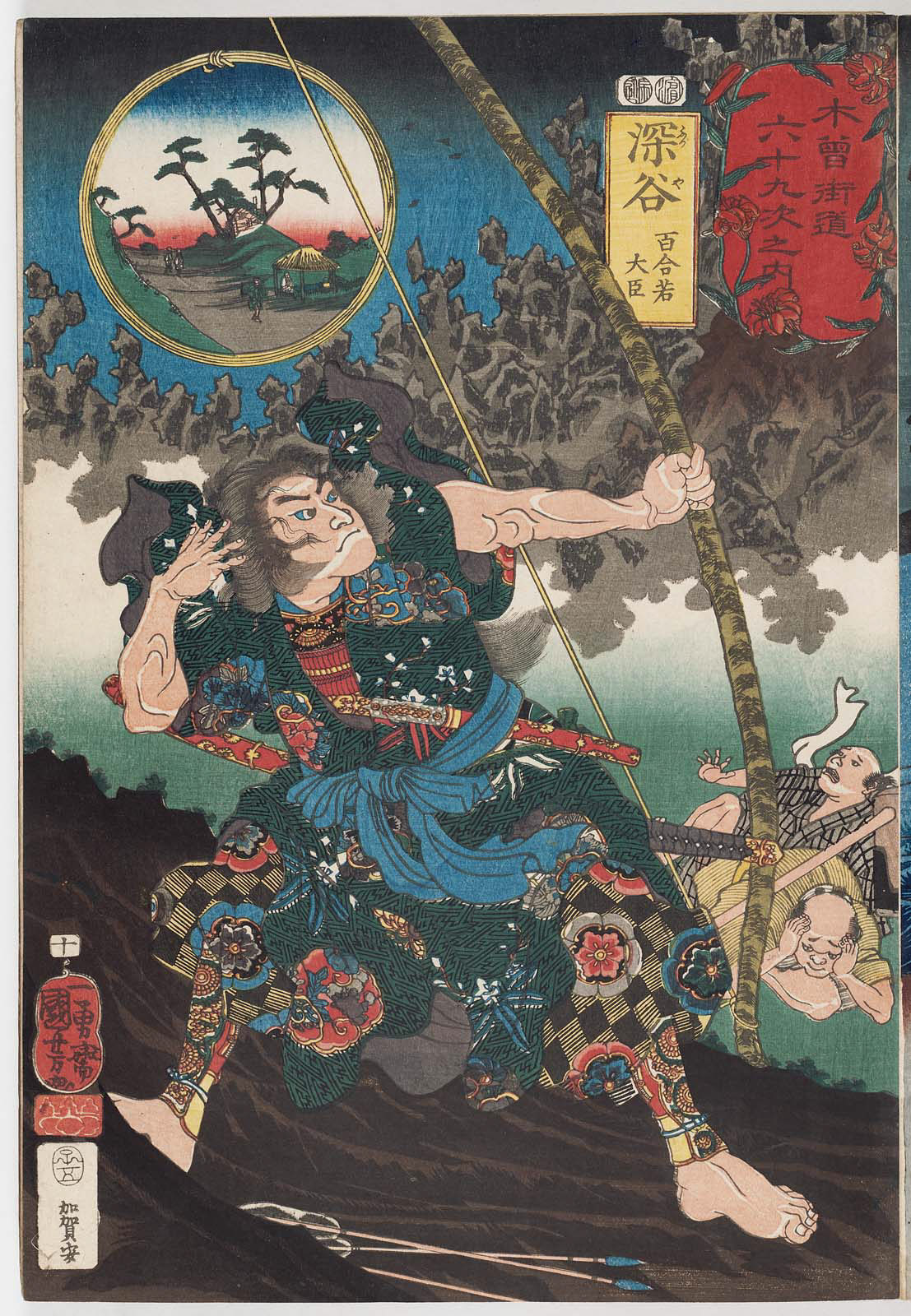
百合若大臣放弓圖。深谷宿（國芳）

百合若大臣（ゆりわかだいじん）是名為百合若的武者的復仇譚。有以此為題材的幸若舞、說經節、淨瑠璃（室町後期〜江戶時代）等作品，此傳說從北海道至沖繩，分布日本各地，特別集中在九州。

## 概要
幸若舞『百合若大臣』（室町後期成立）的時代設定是嵯峨天皇在位中（809-823年），蒙古襲來之時，但是史實上的元寇是13世紀。

## 傳說
百合若大臣在蒙古襲來時，被任命為討伐軍的大將，率領船團在海上的決戰獲得勝利，歸途在孤島暫歇，卻因為部下的背叛被遺棄在孤島。其妻透過老鷹綠丸確認百合若仍活著，而向宇佐神宮祈願，百合若終於歸鄉，並殺死背叛者。

## 脚注
1. ↑  井上章一 『南蛮幻想一ユリシーズ伝説と安土城』 文芸春秋社、1998年。ISBN 978-4163543406

## 關連項目
- 元寇